# Museo Nacional de la Música de Cuba
El Museo Nacional de la Música es un museo centrado en la musicología en La Habana (Cuba). Trata el desarrollo de la música y los instrumentos en el país, desde el siglo XVI hasta el XX. Cuenta con una colección de instrumentos musicales cubanos e internacionales, así como numerosos documentos, partituras y otros bienes. Por la variedad, cantidad y valor histórico y patrimonial de sus fondos, estos fueron declarados por la Unesco como «patrimonio cultural que debe ser preservado y extensamente difundido por el mundo».

## Historia
En 1904, el comerciante Francisco Miguel Pons y Seguí adquirió tres viviendas de mampostería y tejas, Aguiar 2 y 4 y Habana 1, en los terrenos del actual museo. A la hora de la compraventa, ya estaban en estado ruinoso. Los edificios constaban de entre una y dos plantas y se erigieron en las inmediaciones de las murallas y fosos del casco antiguo de La Habana. El empresario era ciudadano americano y natural de Mahón, en las Islas Baleares. En 1905, solicitó los permisos para comenzar las obras de una nueva vivienda. El arquitecto encargado fue Francisco Ramírez y Ovando y los trabajos finalizaron en 1907. Tras su muerte, varias familias pudientes cubanas habitaron en el inmueble, hasta que en 1936 el gobierno lo adquirió para instalar allí la Secretaría de Estado. En 1949 el musicólogo y pianista Odilio Urfé González fundó su biblioteca y archivo. En 1971, la mansión fue restaurada y, desde entonces, comenzó a funcionar como museo nacional de música. Su colección fue creciendo a lo largo de los años gracias a donaciones de músicos particulares.

## Arquitectura
El edificio, que tiene una superficie de 653 m², está construido en mampostería, cantería y ladrillo, y su cubierta es de azotea. Consta de una planta baja, una planta principal y un segundo piso en el que se distribuyen varias habitaciones. Las paredes medianeras son de mampostería ordinaria y están reforzadas con cadenas de ladrillo colocadas a intervalos de un metro. Los frecuentes viajes de Francisco Pons a Europa y Estados Unidos influyeron en el diseño interior de esta residencia, marcado por el eclecticismo. La casa cuenta con una sala decorada al estilo Luis XV, un comedor de inspiración neoclásica, varios gabinetes de los estilos Imperio y Luis XVI y un recibidor inglés. Más adelante, se añadió una terraza de inspiración sevillana.
Uno de los elementos más distintivos del conjunto es su cúpula, enlucida con un cielorraso de yeso casetonado, que actúa como remate visual y simbólico de la edificación. La fachada sigue el estilo ecléctico, inspirada esta vez por la arquitectura renacentista italiana y con la piedra como principal recurso ornamental. En cuanto a la distribución, el piso superior fue concebido como el espacio principal de uso familiar. Este nivel gozó de una disposición más generosa y de una decoración más cuidada en comparación con la planta baja, con estancias bien diferenciadas en función de su uso.

## Colecciones
El museo se organiza en diez salas de exposición, cinco de carácter permanente y cinco transitorias. Las salas permanentes abordan temáticas especializadas, con los siguientes temas: Instrumentos Mecánicos, Instrumentos Afrocubanos, Conjuntos Instrumentales Cubanos, la Organología, y una sala de Ambientación, que alberga piezas de valor artístico pertenecientes al músico Hubert de Blanck.
Su colección permanente cuenta con objetos numerosos y variados. Incluye instrumentos musicales folclóricos y poco comunes, partituras originales de piezas relevantes del repertorio nacional —como el libreto de la ópera El Náufrago de Eduardo Sánchez de Fuentes, y composiciones de Gonzalo Roig, Alejandro García Caturla y Amadeo Roldán—, así como máquinas musicales, cajas de música, fonógrafos antiguos y discos, tanto metálicos como de pasta. Uno de sus objetos más importantes es la partitura original del Himno Nacional de Cuba manuscrita por su autor, Pedro Figueredo. También cuenta con la colección más completa de Cuba de documentos fotográficos y recortes de prensa de esta índole. En total, su fondo patrimonial está formado por medio millar de documentos y bienes muebles.